# 1960年ローマオリンピックのブラジル選手団
1960年ローマオリンピックのブラジル選手団（1960ねんローマオリンピックのブラジルせんしゅだん）は、1960年8月25日から9月11日にかけてイタリアの首都ローマで開催された1960年ローマオリンピックのブラジル選手団、およびその競技結果。

## 概要
今大会は銅メダル2個、合計2個のメダルを獲得した。

## メダル
| メダル | 選手名                   | 競技 | 種目           |
| ------ | ------------------------ | ---- | -------------- |
| 銅     | マヌエル・ドス・サントス | 競泳 | 男子100m自由形 |